# サントーバンAOC

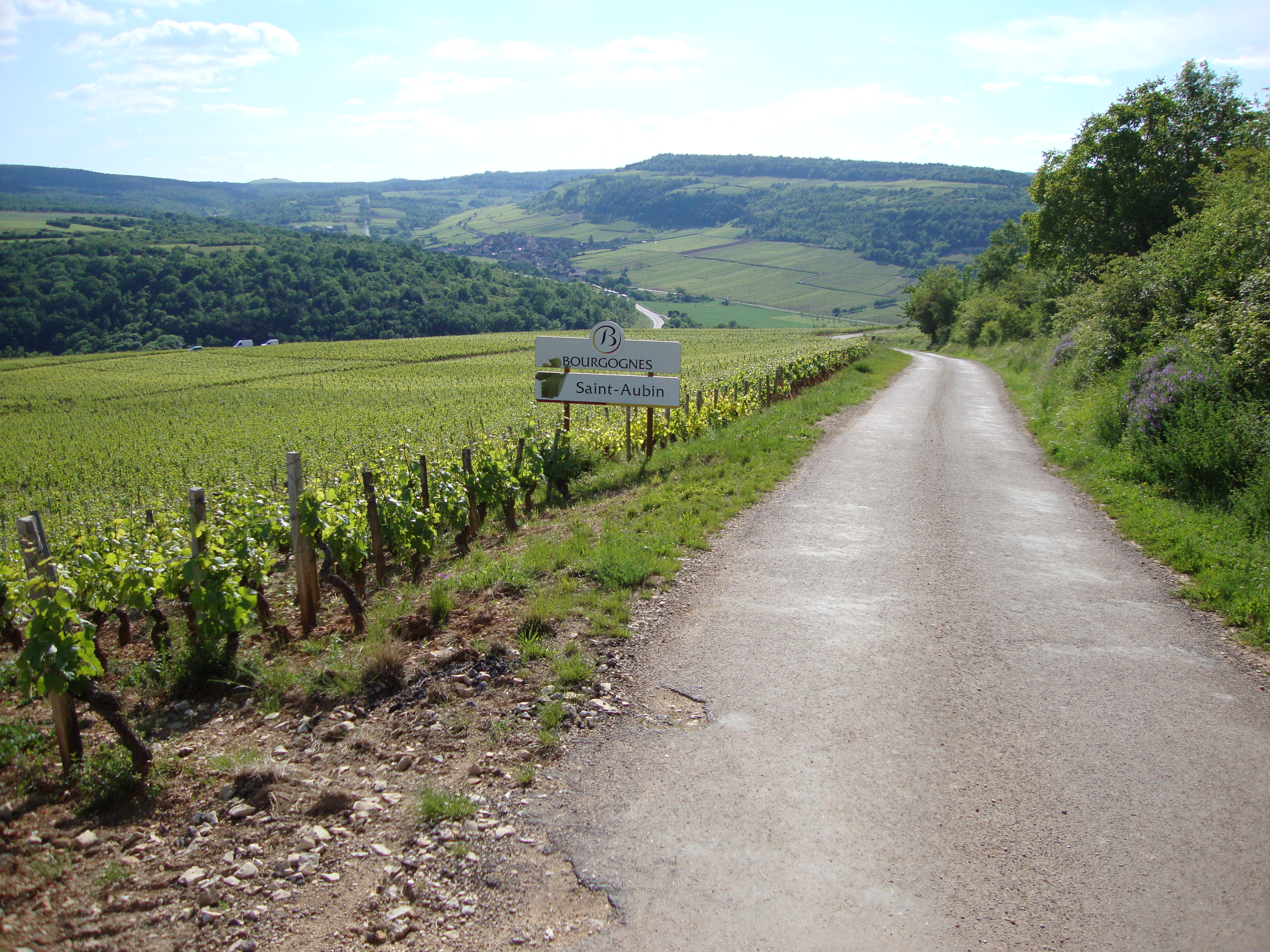
サントーバンのブドウ畑

サントーバン （Saint-aubin）は、フランスワインの1つ。村単独のAOCサントーバンを1970年に獲得し、赤・白両方のワインが作られている。生産量は赤が白より多いが、日本では白の方が多く出回っている。
コート・ド・ボーヌ地区のほぼ中央に位置し、世界で最も高価な白ワインモンラッシェを産するピュリニー＝モンラッシェ村とシャサーニュ＝モンラッシェ村がそれぞれ東と南に接しているが、サントーバンでは最高は一級で、まだ特級はない。
赤も白も、コート＝ドール県の村名付きAOCワインとしてはやや軽めであるが、バランスは良く、またあまり有名でないために、品質の割に価格の安いものが多い。